# Gruppeteori (matematik)
Gruppeteori er den del af matematikken, der beskæftiger sig med grupper, eller mere specifikt de endelige grupper. Man er ofte interesseret i at finde ud af hvor mange grupper, der findes med et givent antal elementer (også kaldet gruppens orden). I gruppeteori er man altså interesseret i at finde ud af hvor mange forskellige grupper der findes med fx 30 elementer.
| Matematik | Spire Denne artikel om matematik er en spire som bør udbygges. Du er velkommen til at hjælpe Wikipedia ved at udvide den. |